# Liste der Biografien/Quo
Liste der Biografien |
Portal Biografien |
Personensuche
# |
A |
B |
C |
D |
E |
F |
G |
H |
I |
J |
K |
L |
M |
N |
O |
P |
Q |
R |
S |
T |
U |
V |
W |
X |
Y |
Z |
?
 
Qa |
Qe |
Qi |
Qo |
Qr |
Qu |
Qv |
Qw |
Qy
 
Qua |
Qub |
Qud |
Que |
Quh |
Qui |
Quj |
Qul |
Qum |
Qun |
Quo |
Qur |
Qus |
Qut |
Quw |
Quy
Die Liste der Biografien führt alle Personen auf, die in der deutschsprachigen Wikipedia einen Artikel haben. Dieses ist eine Teilliste mit 21 Einträgen von Personen, deren Namen mit den Buchstaben „Quo“ beginnt.

## Quo
- Quo, Beulah (1923–2002), US-amerikanische Film- und Theaterschauspielerin

### Quod
- Quodvultdeus, Bischof von Karthago, Kirchenvater, Heiliger

### Quoi
- Quoidbach, Mathieu (1873–1951), belgischer Radrennfahrer
- Quoika, Rudolf (1897–1972), Musikwissenschaftler
- Quoirin, Pascal (* 1949), französischer Orgelbauer
- Quoist, Michel (1921–1997), französischer Priester und Autor

### Quon
- Quon, Diane, US-amerikanische Filmproduzentin und Filmregisseurin
- Quon, Rachel (* 1991), US-amerikanisch-kanadische Fußballspielerin

### Quoo
- Quoos, Jörg (* 1963), deutscher Journalist
- Quoos, Rudolf (1820–1904), deutscher Rittergutsbesitzer und Politiker (NLP), MdR
- Quooß, Katrin (* 1986), deutsche Sportschützin

### Quor
- Quorthon (1966–2004), schwedischer Musiker

### Quos
- Quosdanovich, Karl Paul von (1763–1817), kroatischer Adliger und habsburgischer General, Träger des Kommandeurskreuzes des Militär-Maria-Theresien-Ordens
- Quosdanovich, Peter Vitus von (1738–1802), österreichischer General
- Quosig, Ludwig (1801–1841), deutscher Orgelbauer in Rostock
- Quoss, Fabian (* 1982), deutscher PokerspielerFabian Quoss (* 1982)

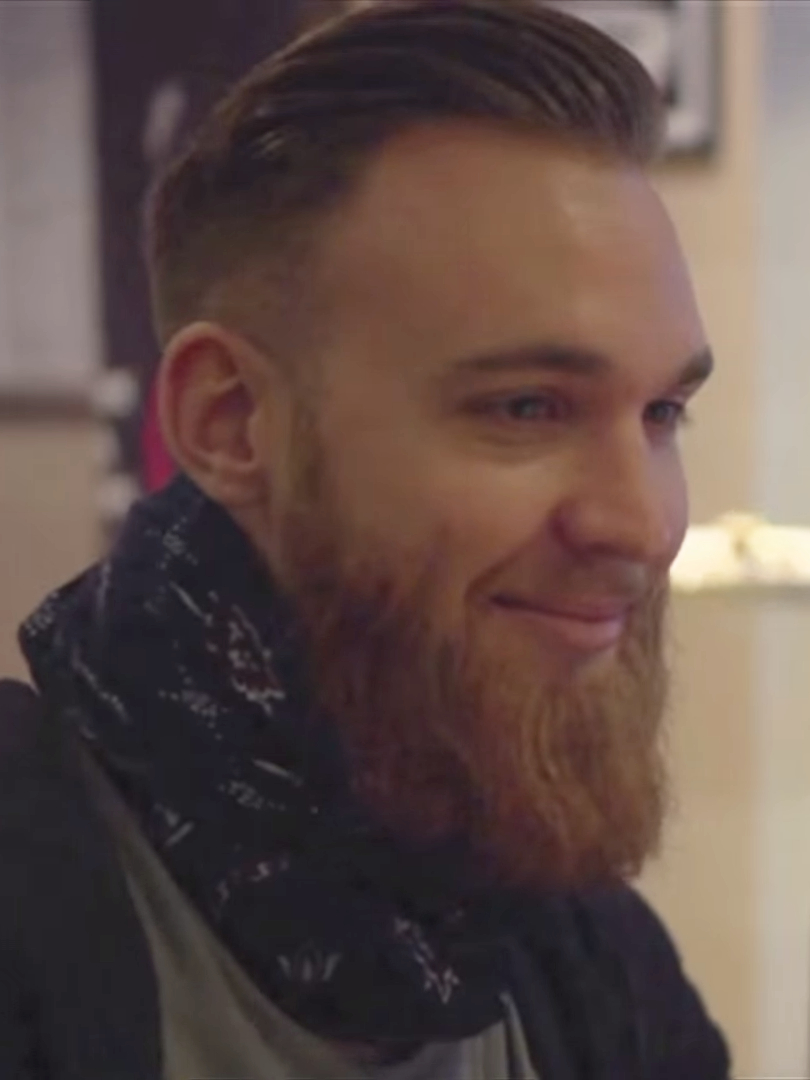
Fabian Quoss (* 1982)

- Quost, Ernest (1842–1931), französischer Blumenmaler

### Quot
- Quotschalla, Marco (* 1988), deutscher Fußballspieler

### Quow
- Quow, Elliott (* 1962), US-amerikanischer Sprinter
- Quow, Renny (* 1987), Leichtathlet aus Trinidad und Tobago

### Quoy
- Quoy, Jean René Constant (1790–1869), französischer Zoologe